# Stolt (album av Barbados)
Stolt, släppt 23 november 2005, är ett studioalbum av det svenska dansbandet Barbados. Det är första albumet med Chris Lindh som bandets sångare.

## Låtlista
1. "Glorify"
2. "Du lärde mig kärlek"
3. "Summer in my Heart"
4. "Du vände hela min värld"
5. "Vi e framtiden"
6. "Fallit som en sten"
7. "Jag är förlorad igen"
8. "Vi kan inte va tillsammans vi kan inte va isär"
9. "He Ain't Heavy, He's My Brother"
10. "Alla kvinnor"
11. "Lucky Guy"
12. "Another Night"
13. "A Beautiful Smile"

## Listplaceringar
| Lista (2005) | Topplacering |
| ------------ | ------------ |
| Sverige      | 41.          |